# 에데카
에데카(Edeka) 또는 에데카그룹(Edeka Group)은 2017년 기준으로 독일 최대의 슈퍼마켓 코퍼레이션으로, 시장 점유율 20.3%를 차지한다. 1907년 설립되었으며 산하조직 Edeka Zentrale AG & Co KG하에서 운영되는 독립 슈퍼마켓들의 여러 협동조합들로 구성되어 있으며 본사는 함부르크에 있다. 에데카의 판호를 붙인 스토어의 수는 약 4,100곳으로, 작은 구멍가게에서부터 하이퍼마켓에 이르기까지 규모가 다양하다.

## 역사
1907년 E.d.K. (Einkaufsgenossenschaft der Kolonialwarenhändler im Halleschen Torbezirk zu Berlin, "Purchasing Cooperative of Colonial Goods Retailers in the Hallesches Tor district of Berlin")라는 사명으로 설립되었다. 1911년, 현재의 에데카(Edeka)로 변경되었다. 에데카뱅크가 1914년 설립되었다.